# Prunum dawnbrinkae
Prunum dawnbrinkae is een slakkensoort uit de familie van de Marginellidae. De wetenschappelijke naam van de soort is voor het eerst geldig gepubliceerd in 1993 door Massier.